# Gran Premio d'Azerbaigian 2022
Il Gran Premio d'Azerbaigian 2022 è stata l'ottava prova della stagione 2022 del campionato mondiale di Formula 1. La gara si è svolta domenica 12 giugno sul circuito stradale di Baku ed è stata vinta dall'olandese Max Verstappen su Red Bull Racing-RBPT, al venticinquesimo successo in carriera; Verstappen ha preceduto sotto la bandiera a scacchi il suo compagno di squadra, il messicano Sergio Pérez, e il britannico George Russell su Mercedes.

## Vigilia

### Aspetti tecnici
Per questo Gran Premio la Pirelli, fornitore unico degli pneumatici, offre la scelta tra gomme di mescola C3, C4 e C5, la tipologia di mescole più morbide che caratterizzano l'intera gamma messa a disposizione dall'azienda fornitrice degli pneumatici per il campionato. Per la seconda edizione consecutiva del Gran Premio, dopo quella della stagione 2021, la casa italiana nomina la stessa tipologia.
La Federazione stabilisce le due consuete zone dove i piloti possono attivare il Drag Reduction System: la prima zona è stabilita sul lungo rettilineo principale dei box, con punto di determinazione del distacco dei piloti fissato alla curva 20, mentre la seconda zona nel tratto compreso tra la curva 2 e la curva 3, con detection point posto prima della seconda curva.
Rispetto all'edizione del 2021, vengono apportate alcune modifiche al tracciato. Nel mese precedente alla disputa del Gran Premio, la Federazione avanza una specifica richiesta. Viene chiesto ai vertici del circuito azero un intervento per migliorare le condizioni di sicurezza all'imbocco della corsia box. La corsia, infatti, si trova in corrispondenza del punto più veloce in assoluto della pista, dove le monoposto superano abbondantemente i 300 km/h. In occasione della prima edizione del 2017, gli organizzatori avevano già inserito una mini chicane all'imbocco della corsia, in modo tale che i piloti transitassero entro i limiti di velocità massima in pit lane.
La corsia d'ingresso della pit lane, insieme alle barriere di protezione TecPro, hanno adesso una nuova configurazione. Una nuova apertura a bordo pista per i commissari di percorso si trova adesso situata tra la curva 1 e la curva 2, così come una nuova apertura dedicata in caso di arresto di una vettura, collocata tra la curva 3 e la curva 4. I muri presenti all'uscita della corsia dei box sono stati estesi di otto metti, e la linea di bordo pista estesa fino a quattro metri.
Prima dell'inizio della prima sessione di prove libere del venerdì, la seconda unità relativa al motore a combustione interna viene installata sulla vettura di Max Verstappen, Sergio Pérez, Daniel Ricciardo, Lance Stroll, Alexander Albon e Nicholas Latifi, e la terza unità sulla vettura di Valtteri Bottas. La seconda unità relativa al turbocompressore viene installata sulla vettura di Verstappen, Ricciardo, Stroll, Albon e Latifi, e la terza unità sulla vettura di Charles Leclerc e Mick Schumacher. La seconda unità relativa all'MGU-H viene installata sulla vettura di Verstappen, Ricciardo, Stroll, Albon e Latifi. La seconda unità relativa all'MGU-K viene installata sulla vettura di Verstappen, Pérez, Ricciardo, Stroll, Albon e Latifi, e la terza unità sulla vettura di Sebastian Vettel. La seconda unità relativa all'impianto di scarico viene installata sulla vettura di Ricciardo, Stroll, Albon e Latifi, la terza unità sulla vettura di George Russell, Lewis Hamilton e Verstappen, e la quarta unità sulla vettura di Pérez, Leclerc, Yuki Tsunoda e Schumacher. Tutti i piloti non sono penalizzati sulla griglia di partenza in quanto i nuovi componenti installati rientrano tra quelli utilizzabili nel numero massimo stabilito dal regolamento tecnico.
Sulla vettura di Mick Schumacher viene installata la quarta scatola del cambio e la quarta trasmissione. Il pilota tedesco della Haas non è penalizzato sulla griglia di partenza in quanto i nuovi componenti rientrano tra quelli utilizzabili nel numero massimo stabilito dal regolamento tecnico.
Prima dell'inizio della seconda sessione di prove libere del venerdì, per motivi di sicurezza, la linea che è considerata all'ingresso della pit lane include adesso la linea dipinta che inizia prima dell'ingresso ai box e prosegue nella stessa corsia. La linea bianca tratteggiata all'ingresso dei box definisce il bordo della pista. Per ragioni di sicurezza i piloti non possono attraversare questa linea in nessuna direzione. Il cordolo esterno sulla destra prima della curva 15 viene rimosso, mentre un paletto viene installato nella corsia d'uscita della pit lane, obbligando i piloti a passare alla destra di esso quando lasciano la corsia. Prima dell'inizio della terza sessione di prove libere del sabato, La linea bianca tratteggiata all'ingresso dei box definisce il bordo della pista. Per motivi di sicurezza nessuna vettura, proseguendo sulla pista, può attraversare questa linea. Qualsiasi vettura con tutte e quattro le ruote a sinistra della linea bianca deve entrare nella corsia dei box. Se il pilota è impegnato a entrare in pit lane in casi di forza maggiore, la manovra è accettata come tale dai commissari sportivi. Prima della gara viene stabilito che una vettura, proseguendo sulla pista, può attraversare questa linea, e una linea bianca pertinente viene introdotta all'uscita della pit lane.

### Aspetti sportivi
Il Gran Premio rappresenta l'ottavo appuntamento stagionale a distanza di due settimane dalla disputa del Gran Premio di Monaco, settima gara del campionato. Dopo la seconda gara europea consecutiva nel Principato di Monaco e la terza complessiva del campionato, il mondiale si sposta tra l'Europa orientale e l'Asia occidentale per questo appuntamento, il primo a disputarsi nel mese di giugno. È uno dei Gran Premi presenti in calendario a disputarsi su un circuito cittadino non permanente ed è la seconda gara consecutiva della stagione a tenersi su questa tipologia di circuito. Il contratto per la disputa del Gran Premio d'Azerbaigian nel calendario del campionato mondiale di Formula 1, sempre sul circuito di Baku, ha una valenza fino alla stagione 2024. Per la seconda edizione consecutiva, e per la seconda volta in questo campionato dopo quanto avviene tradizionalmente per il Gran Premio di Monaco, il Gran Premio non presenta una sponsorizzazione nella denominazione ufficiale, come già accaduto nelle edizioni del 2017 e 2018. Nel corso del campionato 2021, gli organizzatori del Gran Premio aprirono all'idea di ospitare una delle Sprint della stagione, poi non concretizzatasi.
Presente nel calendario del campionato mondiale di Formula 1 fin dalla stagione 2017, il Gran Premio d'Azerbaigian vede la sua disputa nel calendario della stagione per la terza volta nel mese di giugno, dopo gli appuntamenti del 2017 e 2021, alla sua quinta edizione. Il Gran Premio è sempre stato corso sul circuito di Baku, capitale del Paese. Il tracciato fu sede anche dell'ultima edizione del Gran Premio d'Europa corsa nel 2016. Gli organizzatori del Gran Premio, già al termine della stessa stagione, chiesero alla Federazione di potere modificare la denominazione della gara su questa pista in Gran Premio d'Azerbaigian, a partire dal 2017, richiesta poi concessa dall'organo mondiale dell'automobilismo, sostituendo quindi la vecchia denominazione.
Questa edizione della gara è la prima dal 2019 in cui è consentita la capienza massima per gli spettatori sulle tribune. Dopo che l'edizione del 2020 della gara fu annullata a causa delle problematiche dettate dalla pandemia di COVID-19 e per le tempistiche della realizzazione del circuito in tempi brevi, insieme ad altri numerosi Gran Premi, l'edizione del 2021, che tornò a fare parte del calendario mondiale, sempre collocata nel mese di giugno, rappresentò uno dei pochi Gran Premi del campionato a disputarsi a porte chiuse, corsi nella parte iniziale della stagione.
Il pilota messicano della Red Bull Racing, Sergio Pérez, vincintore del precedente Gran Premio di Monaco e dell'edizione passata del Gran Premio d'Azerbaigian, rinnnova il suo contratto con la scuderia austriaca fino al termine della stagione 2024. Peter Bayer, segretario generale per il motorismo, in carica in questo ruolo dal 2017, lascia la Federazione. Bayer, dal 2021 anche direttore esecutivo della Formula 1, viene sostituito ad interim da Shaila-Ann Rao, appena tornata nell'organo mondiale dopo un'esperienza di tre anni e mezzo in Mercedes al fianco del team principal della scuderia tedesca Toto Wolff. Tra gli ultimi incarichi di Bayer all'interno della Federazione c'era anche la supervisione dell'indagine riguardante l'operato dell'ex direttore di gara, l'australiano Michael Masi, nel Gran Premio di Abu Dhabi 2021, indagine che, pur confermando l’esito del Gran Premio, ha poi portato all’allontanamento di Masi dal ruolo di arbitro, venendo sostituito dal tedesco Niels Wittich e il portoghese Eduardo Freitas, in passato direttori di gara rispettivamente del DTM e del campionato del mondo endurance.
La scuderia britannica Williams viene multata di 25 000 dollari dalla Federazione per non avere rispettato i punti 5.1 e 8.2 del regolamento finanziario riguardo alla scadenza del 31 marzo per la fornitura della documentazione relativa al 2021 sul budget cap. Poiché è stata la stessa Williams ad avvertire la Federazione di non potere depositare la documentazione entro la data di scadenza, la FIA ha proposto al team il cosiddetto "accordo di violazione accettato". La scuderia di Grove paga la multa, ma deve comunque fornire la rendicontazione dell'anno 2021 entro le ore 19:00 del 31 maggio.
Alla vigilia del Gran Premio, il direttore di gara designato dalla Federazione per questo appuntamento, il tedesco Niels Wittich, chiarisce la procedura, secondo il regolamento aggiornato alla stagione 2022, che la linea d'uscita e di entrata della corsia dei box può essere toccata dagli pneumatici, ma non interamente oltrepassata, pena l'assegnazione di una penalità. Al termine della gara del precedente Gran Premio di Monaco, la Ferrari aveva presentato una protesta alla Federazione contro i due piloti della Red Bull Racing. Secondo la scuderia italiana, l'olandese Max Verstappen, terzo all'arrivo, e il messicano Sergio Pérez, vincitore del Gran Premio, avevano varcato la linea gialla che delimita l'uscita della corsia box, dopo un pit stop, non rimanendo alla destra di essa, come da regolamento. La protesta contro i due piloti della Red Bull Racing fu successivamente respinta in quanto nessuno aveva varcato interamente la linea gialla e che la procedura da seguire risultò obsoleta nelle note del direttore di gara per l'evento e non aggiornata al mondiale corrente.
La Federazione nomina Tanya Kutsenko quale prima consulente dell’EDI. Il suo ruolo è quello di supervisionare i nuovi progetti di uguaglianza, diversità e inclusione creati dalla FIA per una maggior inclusione nel motorsport. La consulente individua anche ulteriori opportunità accademiche e di ingegneria motoristica, in collaborazione con le parti interessate del settore.
Per questo Gran Premio la FIA designa il tedesco Niels Wittich quale direttore di gara. L'ex pilota di Formula 1 Mika Salo è nominato commissario aggiunto. Il finlandese ha svolto in passato, in diverse occasioni, tale funzione, l'ultima al Gran Premio dell'Emilia-Romagna. È la casa automobilistica inglese Aston Martin a fornire la safety car e la medical car.

## Prove

### Resoconto
Sergio Pérez ottiene la miglior prestazione, nella prima sessione di prove libere. Il messicano ha preceduto di 127 millesimi Charles Leclerc, e di oltre tre decimi l'altro pilota della Red Bull Racing, Max Verstappen. Le vetture austriache hanno girato con un profilo aerodinamico molto scarico. La loro velocità di punta è superiore di 12 km/h di quella delle Ferrari. Pérez ha colto la miglior prestazione impiegando gomme di mescola più morbida. Verstappen, che sconta dei problemi all'ala mobile, è stato anche autore di un testacoda.
Il lungo rettilineo che caratterizza la pista di Baku ha riportato in evidenza il fenomeno del saltellamento delle monoposto, che sembrava attenuatosi nelle ultime gare. Ciò obbliga i tecnici ad alzare maggiormente le vetture dal suolo. Dopo Sainz Jr., quarto, il primo pilota di una scuderia che non sia Red Bull o Ferrari, è Fernando Alonso, staccato però di un secondo dal miglior tempo. Nicholas Latifi ha accusato il cedimento della sua power unit, mentre Mick Schumacher, dopo il primo giro lanciato, ha dovuto abbandonare la sua monoposto a bordo pista, per la perdita del liquido refrigerante da un radiatore, sul lato destro della vettura.
Leclerc, favorito da un'ala più scarica, si issa in cima alla classifica dei tempi della seconda sessione. Il ferrarista riesce a battere, di oltre un decimo, Pérez, il più veloce del mattino. Verstappen si inserisce ancora al terzo posto, penalizzato però dall'avere dovuto desistere in un paio di tentativi veloci. La Ferrari sembra essere più veloce sul giro secco, mentre la Red Bull mostra un migliore adattamento alle condizioni di gara. Carlos Sainz Jr., questa volta, è solo quinto, preceduto dal suo connazionale Alonso, ma il ferrarista ha colto il suo tempo con gomme medie, non cercando la prestazione sul giro secco. Alexander Albon ha colpito leggermente un muretto, ma senza riportare danni alla sua Williams.
Durante le prime due sessioni di prove libere del venerdì Zhou Guanyu utilizza l'assemblaggio di una trasmissione al di fuori dell'allocazione prevista secondo il regolamento tecnico. Il pilota cinese dell'Alfa Romeo non è penalizzato sulla griglia di partenza in quanto tale operazione rientra tra quelle effettuabili nel numero massimo consentito dal regolamento tecnico.
Prima dell'inizio della terza sessione di prove libere del sabato, sulla vettura di Kevin Magnussen viene installata la terza unità relativa all'MGU-K. Sulla vettura di Carlos Sainz Jr. viene installata la quarta unità relativa all'impianto di scarico. Entrambi i piloti non sono penalizzati sulla griglia di partenza in quanto i nuovi componenti installati rientrano tra quelli utilizzabili nel numero massimo stabilito dal regolamento tecnico. La Federazione decide di imporre un innalzamento della pressione agli pneumatici posteriori, come richiesto dalla stessa Pirelli. Il limite passa da 21,5 a 22,5 psi, al fine di ridurre il fenomeno del saltellamento delle monoposto, particolarmente accentuato sul lungo rettilineo che porta alla linea d'arrivo.
Le prove libere del sabato iniziano con un quarto d'ora di ritardo, per la necessità di riparare le barriere alla curva 1, danneggiate da un incidente della gara di Formula 2. Pérez è il migliore, con un tempo di appena 70 millesimi inferiori a quello di Leclerc. La supremazia di Red Bull e Ferrari è confermata dal terzo posto di Verstappen, che non trova una pista libera nel suo tentativo più veloce, e dal quarto di Sainz Jr.. Alle spalle dei primi quattro si installano le due McLaren, con Norris staccato di oltre un secondo dal tempo di Pérez, seguite da Pierre Gasly. Si sono dimostrate ancora in difficoltà le Mercedes, con subiscono un forte saltellamento.

### Risultati
Nella prima sessione del venerdì si è avuta questa situazione:
| Pos | Nº | Pilota          | Costruttore          | Tempo    | Gap    | Giri |
| --- | -- | --------------- | -------------------- | -------- | ------ | ---- |
| 1   | 11 | Sergio Pérez    | Red Bull Racing-RBPT | 1'45"476 |        | 21   |
| 2   | 16 | Charles Leclerc | Ferrari              | 1'45"603 | +0"127 | 21   |
| 3   | 1  | Max Verstappen  | Red Bull Racing-RBPT | 1'45"810 | +0"334 | 25   |

Nella seconda sessione del venerdì si è avuta questa situazione:
| Pos | Nº | Pilota          | Costruttore          | Tempo    | Gap    | Giri |
| --- | -- | --------------- | -------------------- | -------- | ------ | ---- |
| 1   | 16 | Charles Leclerc | Ferrari              | 1'43"224 |        | 24   |
| 2   | 11 | Sergio Pérez    | Red Bull Racing-RBPT | 1'45"472 | +0"248 | 22   |
| 3   | 1  | Max Verstappen  | Red Bull Racing-RBPT | 1'45"580 | +0"356 | 18   |

Nella sessione del sabato mattina si è avuta questa situazione:
| Pos | Nº | Pilota          | Costruttore          | Tempo    | Gap    | Giri |
| --- | -- | --------------- | -------------------- | -------- | ------ | ---- |
| 1   | 11 | Sergio Pérez    | Red Bull Racing-RBPT | 1'43"170 |        | 18   |
| 2   | 16 | Charles Leclerc | Ferrari              | 1'43"240 | +0"070 | 19   |
| 3   | 1  | Max Verstappen  | Red Bull Racing-RBPT | 1'43"449 | +0"279 | 14   |

## Qualifiche

### Resoconto
Il ritardo dell'inizio della terza sessione di prove libere del sabato porta a un posticipo anche della sessione di qualifica, di un quarto d'ora. Lando Norris fa segnare il primo tempo, subito battuto da Esteban Ocon in 1'44"297. Sergio Pérez abbassa il limite in 1'43"198, successivamente ulteriormente limato da Max Verstappen, che scende al di sotto del minuto e 43 secondi. Charles Leclerc si piazza a due decimi da Verstappen, mentre più lontano è Carlos Sainz Jr., a nove decimi. Le due Mercedes riescono a entrare nei primi dieci tempi, con Russell quarto. Sainz si migliora, fino ad arrivare a 0"021 da Verstappen, prima che Leclerc si ponga in vetta con 1'42"865. Zhou Guanyu è quinto, potendo sfruttare la scia di un'altra vettura, mentre Sebastian Vettel commette un piccolo errore. Le due Red Bull Racing, con il secondo tentativo, si riportano nei primi due posti della graduatoria.
Lance Stroll finisce contro le barriere nel secondo settore, ma senza danneggiare la sua monoposto. Vettel scala quinto, poco prima che la sessione sia interrotta per un nuovo incidente di Stroll, che colpisce più violentemente le protezioni, danneggiando l'alettone anteriore. La sessione riprende, quando mancano due minuti e mezzo al termine. Tutti i piloti, a eccezione dei primi cinque, e di Ocon, riprendono la pista. Si scatena un po' di bagarre, per la necessità dei piloti di riuscire a completare il giro di lancio, prima dell'esposizione della bandiera a scacchi. Hamilton e Russell si migliorano, così come il duo dell'AlphaTauri. Bottas sale quindicesimo, qualificandosi così per la Q2. Alonso va lungo alla curva 15, finendo nella via di fuga. Dialogando con il muretto alla radio, Alexander Albon accusa lo spagnolo di avere deliberatamente guidato lentamente nel suo giro d'uscita, per penalizzare i piloti che lo seguivano. Non passano il turno le due Haas, le due Williams e Stroll.
I primi a uscire nella seconda fase sono i piloti della Red Bull. Verstappen batte Pérez, di pochi millesimi. Gasly sale terzo, davanti a George Russell. I tempi dei piloti della scuderia austriaca sono battuti da Sainz Jr. (1'42"088) e da Leclerc, che si ferma a meno di un decimo dal tempo del compagno di team. Vettel colpisce un muretto, alla curva 15, provocando però solo l'esposizione delle bandiere gialle. Torna al comando Pérez (1'41"955), seguito da Leclerc, con Sainz Jr. al terzo posto.
Entrano in pista tardi le due Alfa Romeo, che però sono distanti da una possibile qualificazione per la fase finale. Hamilton viene messo sotto indagine dai commissari, per avere guidato troppo lentamente, nel suo giro d'uscita. Il britannico risale il sesta posizione, con Russell che è ottavo. Nel tentativo finale Gasly decide di alzare il piede, così come Norris. Non rientra tra i qualificati alla Q3 nemmeno Daniel Ricciardo. Oltre al due della McLaren non accedono alla fase finale nemmeno i piloti dell'Alfa Romeo, oltre a Ocon.
Gasly pone il tempo di riferimento, in Q3, in 1'42"845. Il francese sopravanza il duo della Mercedes, di uno e cinque decimi rispettivamente. Poco dopo Carlos Sainz Jr. si pone in vetta, con 1'41"814, davanti a Leclerc (1'41"861). Le due Red Bull Racing si avvicinano ai tempi dei ferraristi, ma senza essere capaci di batterli. Pérez è terzo, mentre Verstappen è quarto. I piloti di queste due scuderie sono racchiusi in meno di due decimi. Con il secondo tentativo Sainz Jr. non si migliora nel primo settore, mentre Leclerc batte il tempo dello spagnolo (1'41"359). Verstappen sale secondo, prima che Pérez batta il suo tempo, ma non quello del monegasco. Russell e Gasly conquistano la terza fila, davanti a Hamilton e Tsunoda, poi Vettel e Alonso.
Charles Leclerc conquista la quindicesima pole position in carriera, la quarta consecutiva del campionato, e supera il numero delle partenze al palo di Verstappen a quota 14. Il pilota monegasco della Ferrari è il primo a conquistare due pole position sul circuito di Baku, dopo quella ottenuta nell'edizione del 2021 del Gran Premio. Leclerc raggiunge le 15 pole position in Ferrari, eguagliando quelle ottenute da Felipe Massa con la scuderia italiana, e piazzandosi al terzo posto complessivo dietro alle 23 conquistate da Niki Lauda con il costruttore italiano. Pérez, secondo, parte davanti a Verstappen, terzo, nella stessa posizione del 2021, per la seconda gara consecutiva, e per la prima volta come compagni di squadra. L'altro pilota della Ferrari, Sainz Jr., è quarto, che rappresenta la più alta posizione conquistata in qualifica su questo tracciato. È la sesta gara, su otto di questo campionato, nel quale le prime due file sono appannaggio della Ferrari e della Red Bull Racing. Russell, quinto, è davanti al compagno di scuderia Hamilton, settimo, per la terza gara consecutiva della stagione, mentre per Gasly, sesto, è la seconda partenza tra le prime sei posizioni su questa pista, dopo il quarto posto nell'edizione precedente. Il francese parte nella posizione dal quale poi Pérez vinse la gara nell'ultima edizione. Vettel parte nono, la stessa posizione ottenuta nel precedente Gran Premio di Monaco, ma con due posizioni avanti rispetto alla gara del 2021 dopo terminò secondo. Zhou batte Bottas per la prima volta in qualifica, ma l'Alfa Romeo non è ancora partita nelle prime dieci posizioni sul circuito di Baku. Il finlandese non viene eliminato in Q1 per una posizione, dopo quanto accaduto anche nella precedente gara a Monaco. Stroll viene eliminato in Q1 per la terza volta consecutiva a Baku, ed è protagonista di un incidente, sempre nella stessa fase, per il secondo Gran Premio d'Azerbaigian consecutivo.
Al termine delle qualifiche, Mick Schumacher e Kevin Magnussen vengono convocati dai commissari sportivi in quanto all'inizio della Q1 non hanno lasciato la fine della pit lane nel normale ordine in cui ci si entra. I due piloti della Haas non ricevono sanzioni. Lewis Hamilton e Lando Norris vengono convocati per avere guidato troppo lentamente, non rispettando le istruzioni stabilite dal direttore di gara, durante la Q2. Entrambi i piloti non ricevono sanzioni.
È stato cancellato un tempo dai commissari sportivi per l'esposizione della doppia bandiera gialla alla curva 7, durante le qualifiche. Se l'è visto cancellare George Russell.

### Risultati
Nella sessione di qualifica si è avuta questa situazione:
| Pos                         | Nº | Pilota           | Costruttore                  | Q1       | Q2       | Q3       | Griglia |
| --------------------------- | -- | ---------------- | ---------------------------- | -------- | -------- | -------- | ------- |
| 1                           | 16 | Charles Leclerc  | Ferrari                      | 1'42"865 | 1'42"046 | 1'41"359 | 1       |
| 2                           | 11 | Sergio Pérez     | Red Bull Racing-RBPT         | 1'42"733 | 1'41"955 | 1'41"641 | 2       |
| 3                           | 1  | Max Verstappen   | Red Bull Racing-RBPT         | 1'42"722 | 1'42"227 | 1'41"706 | 3       |
| 4                           | 55 | Carlos Sainz Jr. | Ferrari                      | 1'42"957 | 1'42"088 | 1'41"814 | 4       |
| 5                           | 63 | George Russell   | Mercedes                     | 1'43"754 | 1'43"281 | 1'42"712 | 5       |
| 6                           | 10 | Pierre Gasly     | AlphaTauri-RBPT              | 1'43"268 | 1'43"129 | 1'42"845 | 6       |
| 7                           | 44 | Lewis Hamilton   | Mercedes                     | 1'43"939 | 1'43"182 | 1'42"924 | 7       |
| 8                           | 22 | Yuki Tsunoda     | AlphaTauri-RBPT              | 1'43"595 | 1'43"376 | 1'43"056 | 8       |
| 9                           | 5  | Sebastian Vettel | Aston Martin Aramco-Mercedes | 1'43"279 | 1'43"268 | 1'43"091 | 9       |
| 10                          | 14 | Fernando Alonso  | Alpine-Renault               | 1'44"083 | 1'43"360 | 1'43"173 | 10      |
| 11                          | 4  | Lando Norris     | McLaren-Mercedes             | 1'44"237 | 1'43"398 | N.D.     | 11      |
| 12                          | 3  | Daniel Ricciardo | McLaren-Mercedes             | 1'44"437 | 1'43"574 | N.D.     | 12      |
| 13                          | 31 | Esteban Ocon     | Alpine-Renault               | 1'43"903 | 1'43"585 | N.D.     | 13      |
| 14                          | 24 | Zhou Guanyu      | Alfa Romeo-Ferrari           | 1'43"777 | 1'43"790 | N.D.     | 14      |
| 15                          | 77 | Valtteri Bottas  | Alfa Romeo-Ferrari           | 1'44"478 | 1'44"444 | N.D.     | 15      |
| 16                          | 20 | Kevin Magnussen  | Haas-Ferrari                 | 1'44"643 | N.D.     | N.D.     | 16      |
| 17                          | 23 | Alexander Albon  | Williams-Mercedes            | 1'44"719 | N.D.     | N.D.     | 17      |
| 18                          | 6  | Nicholas Latifi  | Williams-Mercedes            | 1'45"367 | N.D.     | N.D.     | 18      |
| 19                          | 18 | Lance Stroll     | Aston Martin Aramco-Mercedes | 1'45"371 | N.D.     | N.D.     | 19      |
| 20                          | 47 | Mick Schumacher  | Haas-Ferrari                 | 1'45"775 | N.D.     | N.D.     | 20      |
| Tempo limite 107%: 1'49"912 |    |                  |                              |          |          |          |         |

In grassetto sono indicate le migliori prestazioni in Q1, Q2 e Q3.

## Gara

### Resoconto
Alla partenza la maggior parte dei piloti opta per gomme medie, tranne Ricciardo, Ocon, Bottas, Stroll e Schumacher, che partono con gomme dure. Sergio Pérez brucia al via Charles Leclerc, ponendosi al comando della gara. Dietro al monegasco c'è Max Verstappen, seguito da Carlos Sainz Jr., George Russell, Pierre Gasly e Lewis Hamilton.
Nei primi giri Pérez riesce a scavare un piccolo margine su Leclerc, che deve difendersi da Verstappen, che si avvicina alla Ferrari, senza però essere in grado di portare un attacco. Al nono giro Sainz Jr. va nella via di fuga della curva 4. Lo spagnolo, complice un problema idraulico, è costretto ad abbandonare il Gran Premio. La direzione di gara decide per l'imposizione del regime di virtual safety car. Leclerc ne approfitta per il cambio gomme: questa strategia non è seguita dai due piloti della Red Bull. Si fermano, tra i piloti di vertice, anche Russell, Gasly, Vettel e Hamilton. Tutti montano gomme dure.
Alla ripartenza della gara il monegasco è terzo, a quasi 15 secondi da Verstappen, pur penalizzato da un cambio gomme lento. Dietro al monegasco ci sono Russell, Alonso, Norris e Ricciardo. Al tredicesimo giro Sebastian Vettel attacca Esteban Ocon, alla terza curva. Il tedesco va lungo, ma riesce, con un abile testacoda, a riprendere subito la pista. La vetta della classifica cambia al quattordicesimo giro, quando Verstappen passa Pérez, alla prima staccata. Poco dopo il messicano va al cambio gomme; anche in questo caso il pit stop non è perfetto. Questo permette a Leclerc di scalare in seconda posizione. Al diciottesimo giro si ferma anche l'olandese della Red Bull. Verstappen rientra secondo, davanti sempre a Pérez, mentre Leclerc torna al comando.
Al diciannovesimo giro si ferma definitivamente anche Leclerc, per un guasto al motore. Questo consente al duo della Red Bull di installarsi nelle prime due posizioni. Due giri dopo Gasly passa Ricciardo, per il quarto posto. Al ventiseiesimo giro l'australiano deve cedere anche a Hamilton. Il britannico, da suo canto, soffre di un forte saltellamento della monoposto, che provoca dolore alla schiena. Kevin Magnussen ferma la sua vettura a bordo pista, al trentaduesimo giro. La sua è la quarta vettura motorizzata Ferrari a dovere abbandonare il Gran Premio. La direzione di gara ripropone la virtual safety car. Si fermano le due Red Bull, così come Russell: tutti montano ancora gomme dure. La stessa scelta è fatta da Hamilton, mentre altri piloti, tra cui Ricciardo, decidono di utilizzare, per la parte finale di gara, gomme a mescola media.
La classifica vede al comando Verstappen, poi Pérez, Russell, Gasly, Tsunoda e Hamilton. Subito dopo il pit stop Hamilton riesce a prendere la posizione al giapponese dell'AlphaTauri. Tsunoda sconta dei problemi all'ala posteriore mobile, tanto da dovere fermarsi ai box, per una riparazione che blocca il meccanismo. Pérez coglie il giro veloce della gara, ma è troppo distante dal compagno di team, per pensare di puntare alla vittoria. Al quarantatreesimo giro Hamilton sale quarto, dopo un sorpasso su Pierre Gasly. Il Gran Premio non vede altri mutamenti nella posizioni di testa: la Red Bull Racing conquista prima e seconda posizione, con Verstappen e Pérez.
Verstappen vince il venticinquesimo Gran Premio in carriera, eguagliando le vittorie di Jim Clark e Niki Lauda, e piazzandosi al nono posto nella classifica di tutti i tempi per numero di gare vinte nella storia del mondiale. Il campione del mondo diviene il sesto vincitore diverso sul circuito di Baku, una delle due piste presenti nel calendario della stagione, insieme al circuito di Monza, dove l'olandese non aveva mai conquistato nessun podio in carriera. È stato il sessantaseiesimo podio di Verstappen per la Red Bull Racing, battendo il record in precedenza stabilito da Vettel con la squadra. Il leader del campionato segna il centesimo Gran Premio a punti come pilota della scuderia austriaca, senza includere le Sprint. Per la squadra è l'ottantunesima vittoria nella categoria, eguagliando il numero di vittorie della scuderia britannica Lotus, e piazzandosi al quinto posto nella classifica di tutti i tempi per numero di gare vinte nella storia della categoria.
Per la Red Bull Racing è la quinta vittoria consecutiva della stagione solamente per la terza volta nella propria storia, dopo le nove vittorie consecutive ottenute da Vettel nel mondiale 2013 e le quinte consecutive di Verstappene e Pérez nel 2021. Con la seconda posizione di Pérez, la Red Bull Racing ottiene la ventesima doppietta nella propria storia, e la terza doppietta nelle ultime cinque gare del campionato, solamente dopo averne ottenuta una nelle ultime otto stagioni, durante il Gran Premio della Malesia 2016 con Ricciardo e proprio Verstappen. Pérez, al quarto podio sul circuito di Baku, è adesso il pilota di maggior successo su questa pista. Il pilota messicano ha infatti concluso ogni Gran Premio corso a Baku sul podio, dopo la vittoria nel 2021, il terzo posto nel 2016 e 2018, e la seconda posizione in questa edizione.
Russell, al terzo posto, allunga il record dell'unico pilota di questo campionato a conquistare punti, a terminare nelle prime cinque posizioni in ogni gara e a completare ogni giro. Grazie alla quinta posizione di Gasly, l'AlphaTauri termina nelle prime cinque posizioni per il secondo Gran Premio d'Azerbaigian consecutivo dopo la terza posizione dello stesso francese nell'edizione del 2021, mentre Vettel, sesto, termina nelle prime sei posizioni in tutti i Gran Premi disputati sul circuito di Baku, così come la squadra di mantenere il record di avere una vettura classificatasi nei primi sei posti in tutti i Gran Premi corsi a Baku, con il nome prima di Force India, poi di Racing Point e adesso di Aston Martin. Alonso termina settimo per il secondo Gran Premio consecutivo dopo il precedente Gran Premio di Monaco nel giorno in cui stabilisce un nuovo record di longevità in Formula 1 con 7 771 giorni dal suo debutto nel Gran Premio d'Australia 2001.
Norris, nono, sigla il cinquantesimo Gran Premio in carriera a punti, senza includere le Sprint, mentre Ocon, decimo, termina un'edizione del Gran Premio d'Azerbaigian per la prima volta dal 2017. Per la Ferrari è il primo doppio ritiro dal Gran Premio d'Italia 2020 nonché il primo doppio ritiro per problemi meccanici dal Gran Premio d'Australia 2009. Charles Leclerc è costretto al ritiro mentre conduce la gara in due delle ultime tre corse stagionali. Accade per la quinta volta nella storia del mondiale che il pilota monegasco è autore della pole position, mentre la vittoria del Gran Premio è appannaggio di Verstappen. La scuderia di Maranello ha 80 punti di ritardo dalla Red Bull Racing nel mondiale costruttori, dopo avere condotto la classifica fino a prima del Gran Premio di Spagna.

### Risultati
I risultati del Gran Premio sono i seguenti:
| Pos | Nº | Pilota           | Costruttore                  | Giri | Tempo/Ritiro       | Griglia | Punti |
| --- | -- | ---------------- | ---------------------------- | ---- | ------------------ | ------- | ----- |
| 1   | 1  | Max Verstappen   | Red Bull Racing-RBPT         | 51   | 1h34'05"941        | 3       | 25    |
| 2   | 11 | Sergio Pérez     | Red Bull Racing-RBPT         | 51   | +20"823            | 2       | 19    |
| 3   | 63 | George Russell   | Mercedes                     | 51   | +45"995            | 5       | 15    |
| 4   | 44 | Lewis Hamilton   | Mercedes                     | 51   | +1'11"679          | 7       | 12    |
| 5   | 10 | Pierre Gasly     | AlphaTauri-RBPT              | 51   | +1'17"299          | 6       | 10    |
| 6   | 5  | Sebastian Vettel | Aston Martin Aramco-Mercedes | 51   | +1'24"099          | 9       | 8     |
| 7   | 14 | Fernando Alonso  | Alpine-Renault               | 51   | +1'28"596          | 10      | 6     |
| 8   | 3  | Daniel Ricciardo | McLaren-Mercedes             | 51   | +1'32"207          | 12      | 4     |
| 9   | 4  | Lando Norris     | McLaren-Mercedes             | 51   | +1'32"556          | 11      | 2     |
| 10  | 31 | Esteban Ocon     | Alpine-Renault               | 51   | +1'48"184          | 13      | 1     |
| 11  | 77 | Valtteri Bottas  | Alfa Romeo-Ferrari           | 50   | +1 giro            | 15      |       |
| 12  | 23 | Alexander Albon  | Williams-Mercedes            | 50   | +1 giro            | 17      |       |
| 13  | 22 | Yuki Tsunoda     | AlphaTauri-RBPT              | 50   | +1 giro            | 8       |       |
| 14  | 47 | Mick Schumacher  | Haas-Ferrari                 | 50   | +1 giro            | 20      |       |
| 15  | 6  | Nicholas Latifi  | Williams-Mercedes            | 50   | +1 giro            | 18      |       |
| 16  | 18 | Lance Stroll     | Aston Martin Aramco-Mercedes | 46   | Vibrazioni         | 19      |       |
| Rit | 20 | Kevin Magnussen  | Haas-Ferrari                 | 31   | Motore             | 16      |       |
| Rit | 24 | Zhou Guanyu      | Alfa Romeo-Ferrari           | 23   | Problemi idraulici | 14      |       |
| Rit | 16 | Charles Leclerc  | Ferrari                      | 21   | Motore             | 1       |       |
| Rit | 55 | Carlos Sainz Jr. | Ferrari                      | 8    | Problemi idraulici | 4       |       |

Sergio Pérez riceve un punto addizionale per avere segnato il giro più veloce della gara.

## Classifiche mondiali

### Piloti
| Pos | Pilota           | Punti |
| --- | ---------------- | ----- |
| 1   | Max Verstappen   | 150   |
| 2   | Sergio Pérez     | 129   |
| 3   | Charles Leclerc  | 116   |
| 4   | George Russell   | 99    |
| 5   | Carlos Sainz Jr. | 83    |
| 6   | Lewis Hamilton   | 62    |
| 7   | Lando Norris     | 50    |
| 8   | Valtteri Bottas  | 40    |
| 9   | Esteban Ocon     | 31    |
| 10  | Pierre Gasly     | 16    |
| 11  | Fernando Alonso  | 16    |
| 12  | Kevin Magnussen  | 15    |
| 13  | Daniel Ricciardo | 15    |
| 14  | Sebastian Vettel | 13    |
| 15  | Yuki Tsunoda     | 11    |
| 16  | Alexander Albon  | 3     |
| 17  | Lance Stroll     | 2     |
| 18  | Zhou Guanyu      | 1     |

### Costruttori
| Pos | Costruttore                  | Punti |
| --- | ---------------------------- | ----- |
| 1   | Red Bull Racing-RBPT         | 279   |
| 2   | Ferrari                      | 199   |
| 3   | Mercedes                     | 161   |
| 4   | McLaren-Mercedes             | 65    |
| 5   | Alpine-Renault               | 47    |
| 6   | Alfa Romeo-Ferrari           | 41    |
| 7   | AlphaTauri-RBPT              | 27    |
| 8   | Haas-Ferrari                 | 15    |
| 9   | Aston Martin Aramco-Mercedes | 15    |
| 10  | Williams-Mercedes            | 3     |